# Sorel Mizzi
Sorel Jay Mizzi (* 16. April 1986 in Toronto, Ontario) ist ein professioneller kanadischer Pokerspieler.
Mizzi hat sich mit Poker bei Live-Turnieren mehr als 13 Millionen US-Dollar erspielt. Er führte im Jahr 2007 für 15 Wochen die Onlinepoker-Weltrangliste an.

## Pokerkarriere

### Online
Mizzi spielte von Juli 2006 bis Mai 2015 online unter den Nicknames zangbezan24 (PokerStars) und Imper1um (Full Tilt Poker sowie partypoker). Dabei gewann er in Turnieren über 3,5 Millionen US-Dollar. Seinen größten Gewinn erzielte er Mitte Mai 2015 durch den Gewinn eines Events der Spring Championship of Online Poker auf PokerStars in Höhe von mehr als 350.000 US-Dollar. Mitte April 2007 stand Mizzi erstmals an der Spitze des PokerStake-Rankings, das die erfolgreichsten Onlinepoker-Turnierspieler weltweit listet. Insgesamt hatte er diese Position für 15 Wochen inne.

### Live

#### Werdegang
Mizzi ist seit 2006 bei renommierten Live-Turnieren zu sehen.
Mizzi gewann Mitte März 2007 ein Turnier beim Spring Poker Festival in Wien und damit sein erstes Live-Turnier. Beim Main Event der Irish Poker Open in Dublin belegte er knapp drei Wochen später den dritten Platz und erhielt 210.000 Euro. Beim Main Event der World Poker Tour (WPT) wurde der Kanadier im April 2007 im Hotel Bellagio am Las Vegas Strip 15. und gewann mehr als 150.000 US-Dollar. Bei seiner ersten World Series of Poker (WSOP) im Rio All-Suite Hotel and Casino am Las Vegas Strip erreichte er 2007 dreimal die Preisgeldränge. Sein erstes WSOP-Main-Event schloss er in jenem Jahr als 208. von 6538 Teilnehmern ab. Bei der World Series of Poker Europe erreichte Mizzi Ende September 2008 in London einen Finaltisch in der Variante Pot Limit Omaha und erhielt 132.000 Pfund für den zweiten Rang. In derselben Variante wurde er bei der WSOP 2009 ebenfalls einmal Zweiter und sicherte sich mehr als 250.000 US-Dollar. Ende Januar 2010 beendete der Kanadier das Main Event der Aussie Millions Poker Championship in Melbourne auf dem mit 715.000 Australischen Dollar dotierten dritten Platz. Mitte September 2011 gewann er das High Roller der WPT in Paris mit einer Siegprämie von rund 235.000 Euro und sicherte sich diesen Sieg auch im April 2012 bei der WPT in Wien, was ihm knapp 115.000 Euro einbrachte. Bei den GuangDong Asia Millions im Juni 2013 in Macau belegte Mizzi im Main Event den dritten Platz und gewann umgerechnet über 2 Millionen US-Dollar. Im November 2013 gewann er die siebte und finale Staffel der PartyPoker.com Premier League und erhielt 466.000 US-Dollar. Im Februar 2014 erreichte der Kanadier erneut den Finaltisch der Aussie Millions und erhielt für den zweiten Platz ein Preisgeld von einer Million Australischen Dollar. Beim Super High Roller des PokerStars Caribbean Adventures auf den Bahamas wurde er im Januar 2015 Vierter und sicherte sich knapp 660.000 US-Dollar. Im März 2015 saß Mizzi in San José am Finaltisch des WPT-Main-Events und belegte den mit mehr als 300.000 US-Dollar dotierten vierten Platz. Von April bis Dezember 2016 spielte er als Teil der Berlin Bears in der Global Poker League und erreichte mit seinem Team das Finale. Mitte März 2017 in Lincoln sowie Anfang November 2018 in Kahnawake erreichte der Kanadier zwei weitere Male den Finaltisch des Main Events der WPT und belegte einen dritten und einen zweiten Rang für Preisgelder von insgesamt rund 500.000 US-Dollar. Bei der WSOP 2021 erreichte er beim Little One for One Drop und dem 100.000 US-Dollar teuren High Roller jeweils den Finaltisch und sicherte sich über 500.000 US-Dollar.

#### Preisgeldübersicht
| Jahr   | Preisgeld (in $) | Turniersiege |
| ------ | ---------------- | ------------ |
| 2006   | 51.043           | 0            |
| 2007   | 548.000          | 1            |
| 2008   | 564.028          | 1            |
| 2009   | 457.274          | 0            |
| 2010   | 1.895.430        | 5            |
| 2011   | 693.496          | 1            |
| 2012   | 469.760          | 2            |
| 2013   | 3.915.129        | 1            |
| 2014   | 1.371.423        | 2            |
| 2015   | 1.200.299        | 0            |
| 2016   | 220.728          | 0            |
| 2017   | 527.740          | 1            |
| 2018   | 725.954          | 0            |
| 2019   | 25.944           | 0            |
| 2020   | 34.289           | 0            |
| 2021   | 518.630          | 0            |
| 2022   | 18.081           | 0            |
| 2023   | 0                | 0            |
| gesamt | 13.237.248       | 14           |